# Божинов, Александар
Александар Божинов (болг. Александър Божинов) (24 февраля 1878, Свиштов — 30 сентября 1968, София) — болгарский художник, публицист, писатель, карикатурист и иллюстратор.

## Биография
Родился 24 февраля 1878 в Свиштове. Окончил начальную школу в Софии, а затем учился в Мюнхене, Германия. Некоторое время он редактировал юмористическую болгарскую газету «Българан». Публиковал карикатуры в «Вечерней почте» и «Камбане». В 1929 был избран членом-корреспондентом Болгарской академии наук, а 1939 — полноправным членом. Был членом Македонского научно-исследовательского института.
Божинов считается основателем карикатуры как искусства в Болгарии. Его карикатуры отличаются разнообразными темами и остроумным текстом. Одни из его самых популярных карикатур направлены против режима Фердинанда. Персонажи мультфильмов Божинова Пижо и Пендо стали героями народного фольклора.
9 сентября 1944 произошла значительная переориентированность предмета его произведений. Основной темой для Божинова стал защиту мира. Писал стихи и фельетоны.
Умер 30 сентября 1968.